# Пер-Лашез

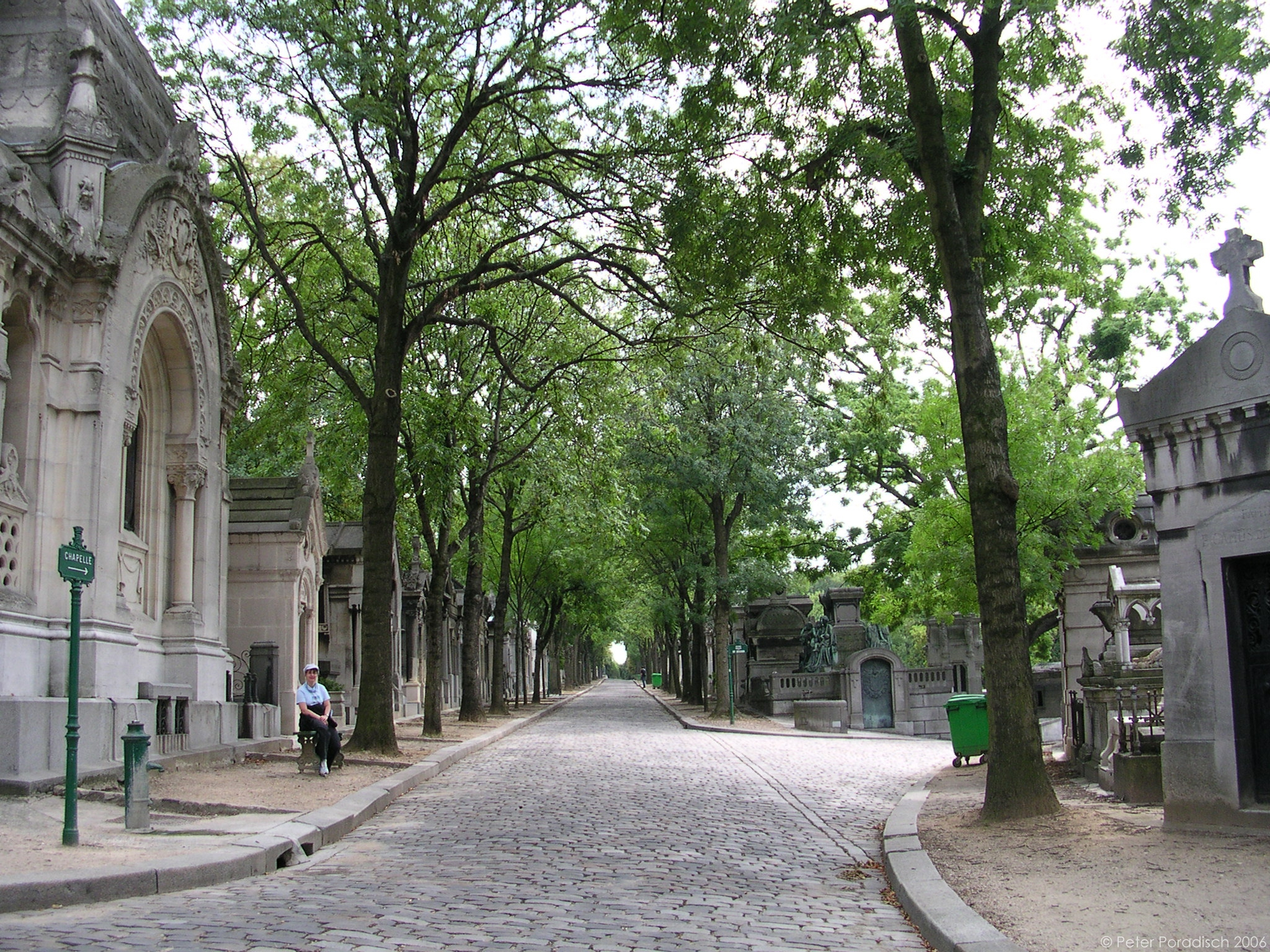
Алея де ла Шапель на цвинтарі Пер-Лашез

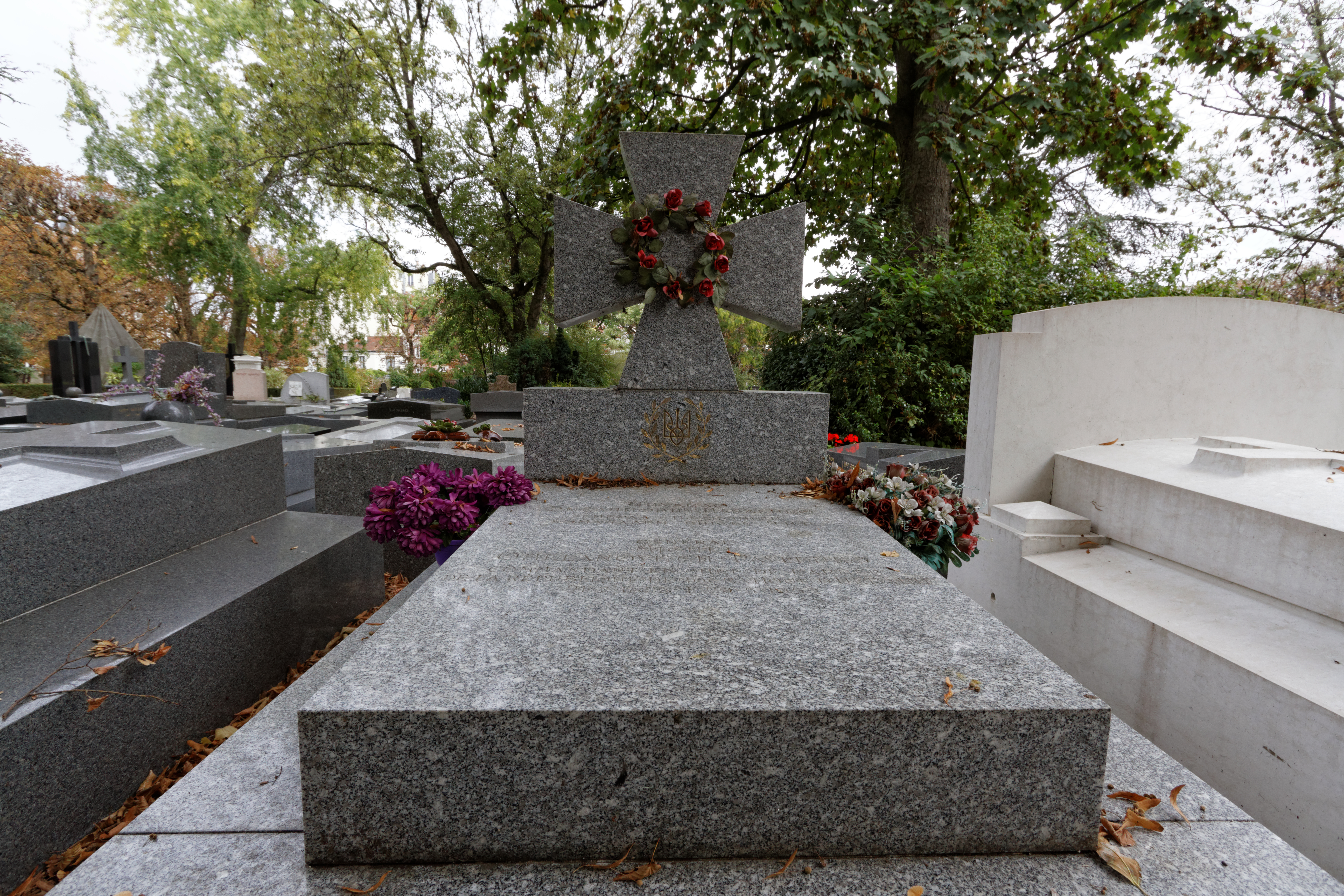
Могила Генерал-полковник Омеляновича-Павленка

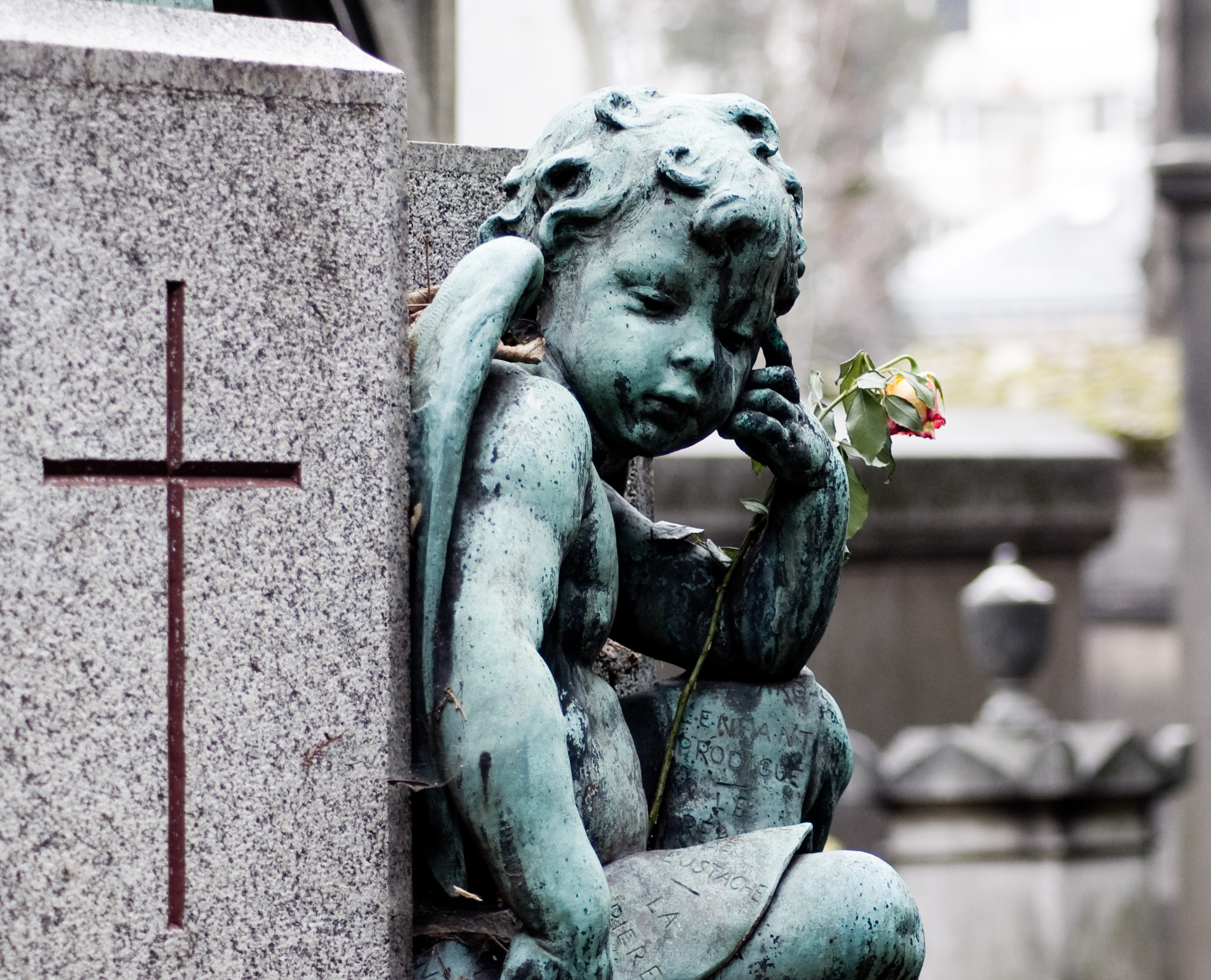
Невідома могила

Пер-Лаше́з (фр. Père Lachaise, буквально «отець Лашез», на честь єзуїтського ченця) — один з найвідоміших цвинтарів Парижу. Розташований на сході міста, у 20-му муніципальному окрузі. Офіційна назва — Східний цвинтар (фр. Cimetière de l'Est). Це найбільша зелена оаза французької столиці й один з найбільших музеїв надгробної скульптури просто неба площею приблизно 48 гектарів.

## Історія
На початку своєї історії Пер-Лашез не називався своїм теперішнім ім'ям, а був просто жебрацьким районом з непримітними вулицями. Квартал знаходився на задвірках середньовічного Парижа, на старому пагорбі «Champ l'Evèque». У 1430 році заможний купець побудував тут собі особняк, який згодом перетворився на власність монастиря. Потім земля й Шарронський пагорб, на якому з'явився цвинтар, опинилися у власності ордену єзуїтів, а місцевість зберегла ім'я одного з отців цього ордену Франсуа де ла Шеза (1624—1709), який був духовним наставником і сповідником Людовика XIV. Дружбу короля й ченця орден використовував з корисливою метою, розширюючи та упорядковуючи свої володіння. Чернечий сад з фонтанами, рідкісними рослинами, оранжереєю, гротами і водоспадами перетворився на місце романтичних зустрічей аристократії.
Після смерті Людовика орден збанкрутував, а чернечі землі були конфісковані й продані з аукціону. Альтанки, гроти й водоспади було знесено або скопано, а сад переплановано в англійському стилі. На місці єзуїтської обителі було збудовано каплицю.
Ділянку на пагорбі, яка мала площу близько 17 гектарів, біля кварталу Бевіль, де жили переважно нижчі верстви населення, було придбано містом Парижем у приватних власників у 1804 році. Покупці згодом примудрилися навіть продати ділянку під поховання колишнім власникам землі за значно більшу суму, ніж та, що була сплачена за всю територію в цілому.
Спочатку цвинтар розташовувався далеко від тодішніх меж міста й привертав мало клієнтів. Щоб виправити становище, влада й зокрема Ніколя Фрешо, проєктувальник, який зробив значний грошовий пай, вирішили додати Пер-Лашез популярності й перепоховали тут останки Жана де Лафонтена і Мольєра. Потім, у 1817 році, сюди перевезли останки П'єра Абеляра та його учениці Елоїзи. Це принесло свої плоди: до 1824 року кількість постійних «мешканців» Пер-Лашез зросла з кількох десятків до 33 тисяч. Протягом 200 років тут ховали видатних діячів культури, науки й мистецтва, які зробили внесок в історію Франції. Усього на кладовищі поховано понад 1 000 000 осіб, не рахуючи тих, чий прах лежить у колумбарії.
Однією з визначних пам'яток Пер-Лашез стала Стіна комунарів, біля якої в травні 1871 року були розстріляні 147 комунарів Паризької комуни.

## Розташування
Цвинтар є частиною бульвару de Ménilmontant. Станція метро Philippe Auguste лінії № 2 поруч з головним входом. Станція Père Lachaise розташовується на перетинах ліній № 2 і № 3, хоча від станції цвинтар лежить на відстані 500 метрів від бокового входу. Деякі відвідувачі надають перевагу станції Gambetta на лінії № 3, оскільки вхід з цього боку цвинтаря дає їм змогу почати огляд з могили Оскара Вайлда.

## Славетні люди, поховані на Пер-Лашез

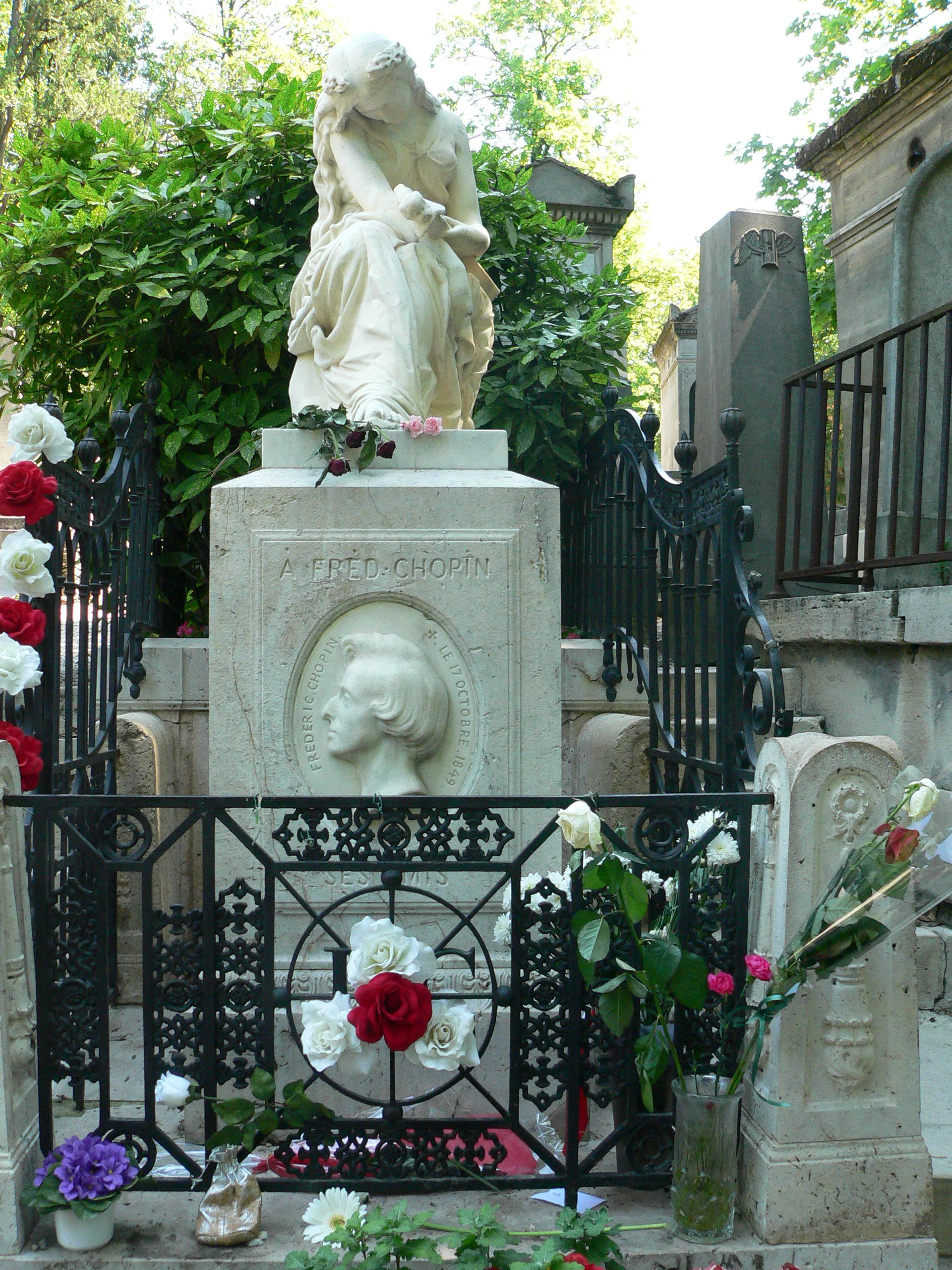
Надгробок Фредеріка Шопена

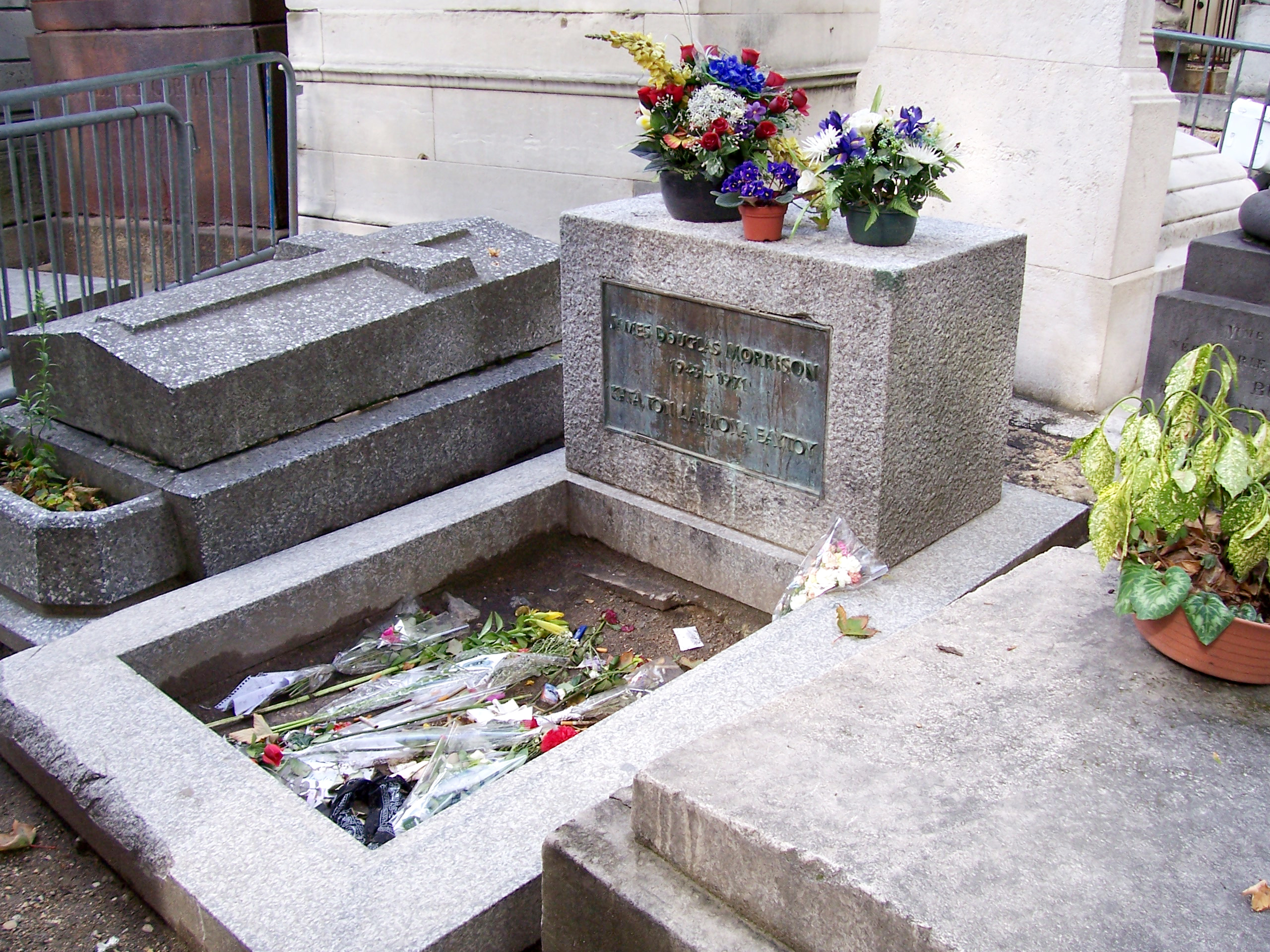
Могила Джима Моррісона

### Вчені
- П'єр Абеляр (1079–1142), філософ і богослов
- Фернан Бродель (1902–1985), французький історик
- П'єр Бурдьє (1930–2002), соціолог і філософ
- Домінік Віван-Денон (1747–1825), єгиптолог, перший директор музею Лувр
- Самюель Ганеман (1755–1843), основоположник гомеопатії
- Жозеф Луї Гей-Люссак (1778–1850), французький хімік і фізик
- Етьєн Жоффруа Сент-Ілер (1772–1844), французький натураліст, зоолог, анатом
- Аллан Кардек (1804–1869), дослідник спіритизму
- Оґюст Конт (1798–1857), філософ і соціолог
- Жорж Леопольд Кюв'є — (1769–1832), вчений палеонтолог
- Жан-Франсуа Ліотар (1924–1998), філософ-постмодерніст і теоретик літератури
- Папюс (1865–1916) — французький містик, письменник та лікар
- Моріс Мерло-Понті (1908–1961), філософ
- Жуль Мішле (1798–1874), французький історик
- Гаспар Монж (1746–1818), математик, згодом прах перенесено до Пантеону.
- Анрі Сен-Симон (1760–1825), засновник школи утопічного соціалізму
- Микола Тургенєв (1789–1871), декабрист
- Антуан Фабр д'Оліве (1767–1825) — письменник, вчений, філософ-містик
- Жан-Франсуа Шампольйон (1790–1832), вчений-єгиптолог

### Політичні діячі
- Микола Семенович Абрамчик, (1903–1970), білоруський громадсько-політичний діяч, журналіст та публіцист. Голова Ради БНР (1943–1970).
- Луї Блан, (1811–1882), діяч революції 1848 року
- Поль Баррас (1755–1829), діяч Великої французької революції
- Луї Огюст Бланкі (1805–1881), французький політичний діяч
- Александер Колонна-Валевський (1810–1868), французький політик і дипломат
- Жуль Валлес (1832–1885), політичний діяч і письменник
- Едуар Даладьє (1884–1970), французький політичний діяч, прем'єр-міністр в 1933, 1934, 1938–1940
- Ярослав Домбровський (1836–1871), польський і французький революціонер і воєначальник
- Юг-Бернар Маре (1763–1839), французький політичний діяч, герцог Бассано.
- Нестор Махно (1888–1934), український анархіст, командувач Революційної повстанської армії України
- Жорж Осман (1809–1891), французький державний діяч і містобудівник Надгробок Мюрата

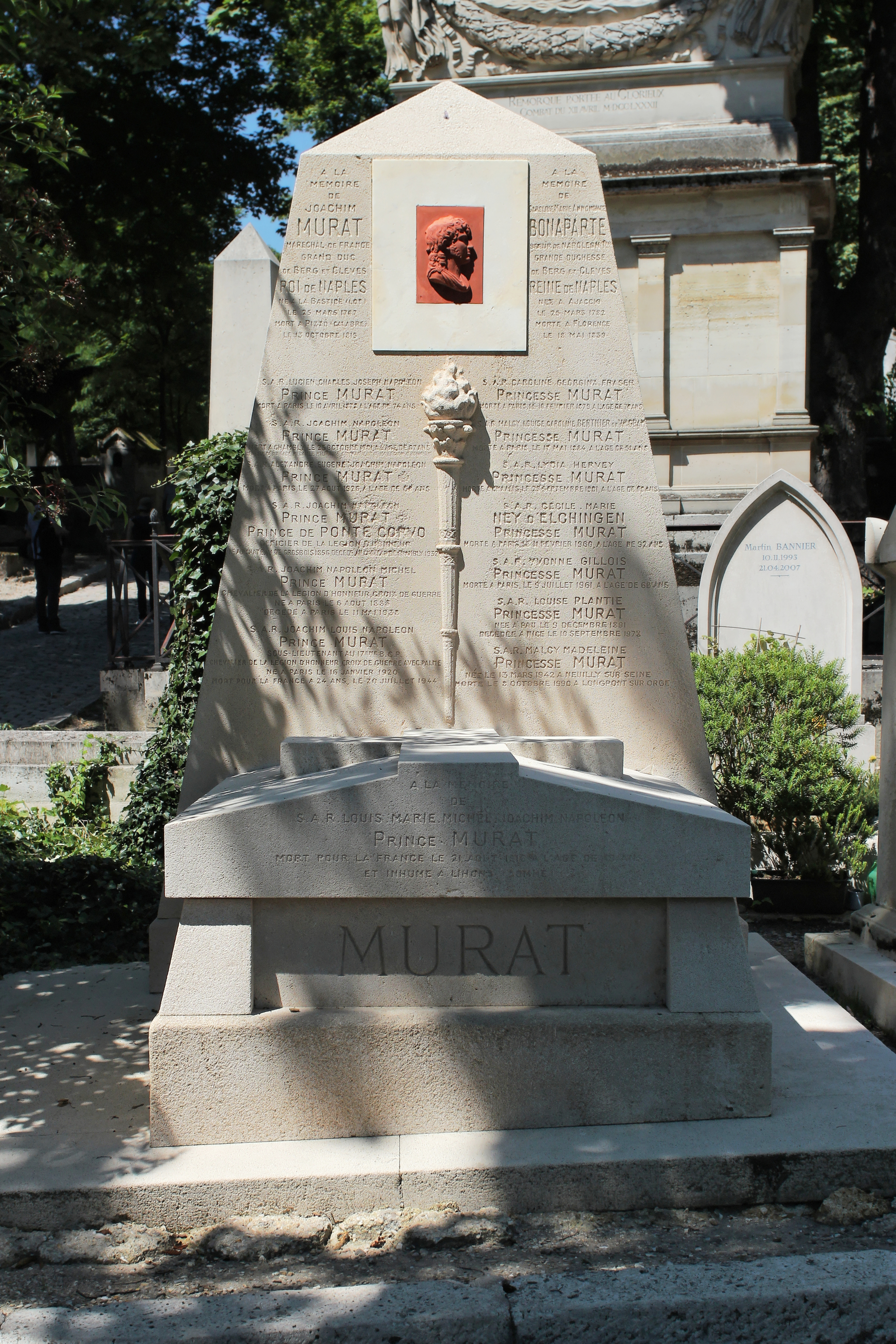
Надгробок Мюрата

- Фредерік Пассі (1822—1912), політичний діяч, перший лауреат Нобелівської премії миру
- Моріс Торез (1900–1964), генеральний секретар Французької комуністичної партії (1930–1964)
- Рафаель Трухільйо (1891–1961), домініканський диктатор (1930–1961)
- Адольф Тьєр (1797–1877), французький політичний діяч і історик
- Фелікс Фор (1841–1899), 7-й Президент Французької республіки

### Військові
- Франсуа Келлерман (1735–1820), маршал Франції
- Жак Макдональд (1765–1840), воєначальник, маршал Франції
- Андре Массена (1758–1817), маршал Франції
- Йоахим Мюрат (1771–1815), маршал Франції, король неаполітанський
- Мішель Ней (1769–1815), маршал ФранціїМогила Омеляновича-Павленка на цвинтарі Пер-Лашез

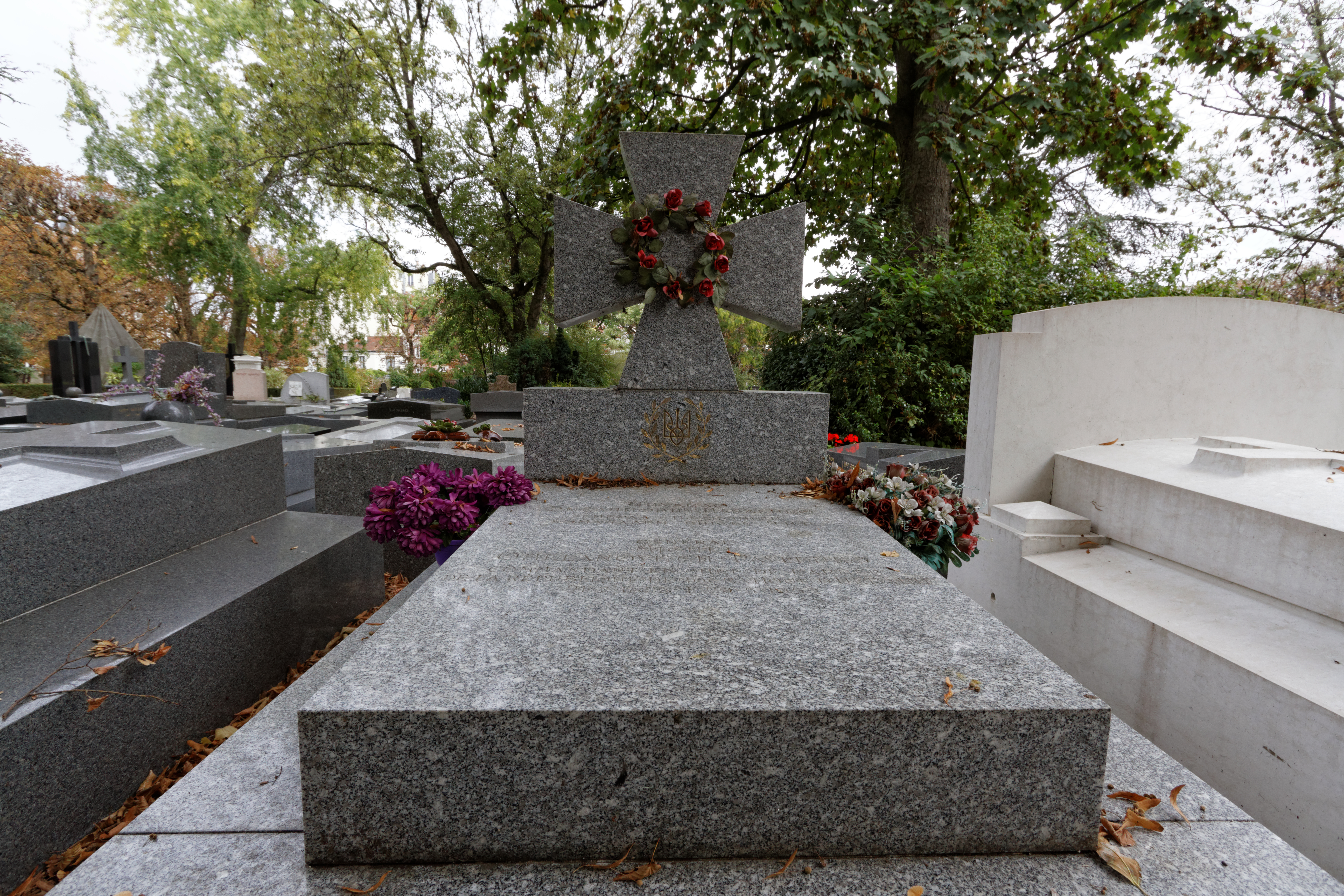
Могила Омеляновича-Павленка на цвинтарі Пер-Лашез

- Михайло Омелянович-Павленко (1878–1952) генерал-полковник Армії УНР
- Луї-Габрієль Сюше (1770–1826), маршал Франції

### Композитори, музиканти та співаки

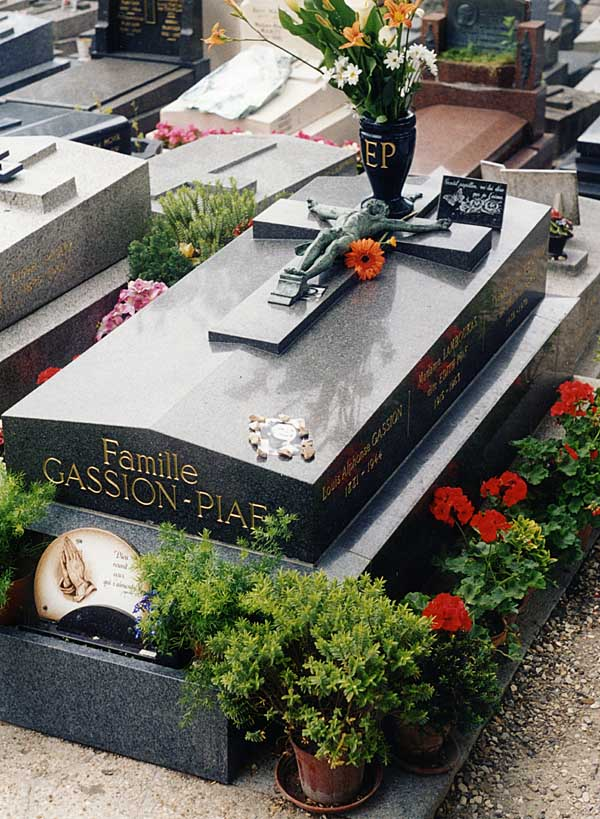
Могила Едіт Піаф

- Жильбер Беко (1927–2001), французький співак, композитор і актор
- Вінченцо Белліні (1801–1835), італійський композитор
- Жорж Бізе (1838–1875), композитор
- Стефан Граппеллі (1908–1997), французький джазовий скрипаль
- Марі Дюба (1894–1972), естрадна співачка
- Поль Дюка, (1865–1935), французький композитор
- Джордже Енеску, (1881–1955) — румунський композитор, скрипаль
- Марія Каллас (1923–1977), оперна співачка
- Луїджі Керубіні, італійський композитор
- Рудольф Крейцер (1766–1831), французький скрипаль, композитор і диригент
- Джим Моррісон (1943–1971), американський співак, учасник групи The Doors
- Паташу (Генріє́тта Раго́н) (1918—2015), французька співачка, акторка.
- Мішель Петруччіані (1962–1999), французький джазовий піаніст
- Едіт Піаф (1915–1963), співачка і акторка
- Франсіс Пуленк, композитор
- Фридерик Шопен (1810–1849), польський композитор

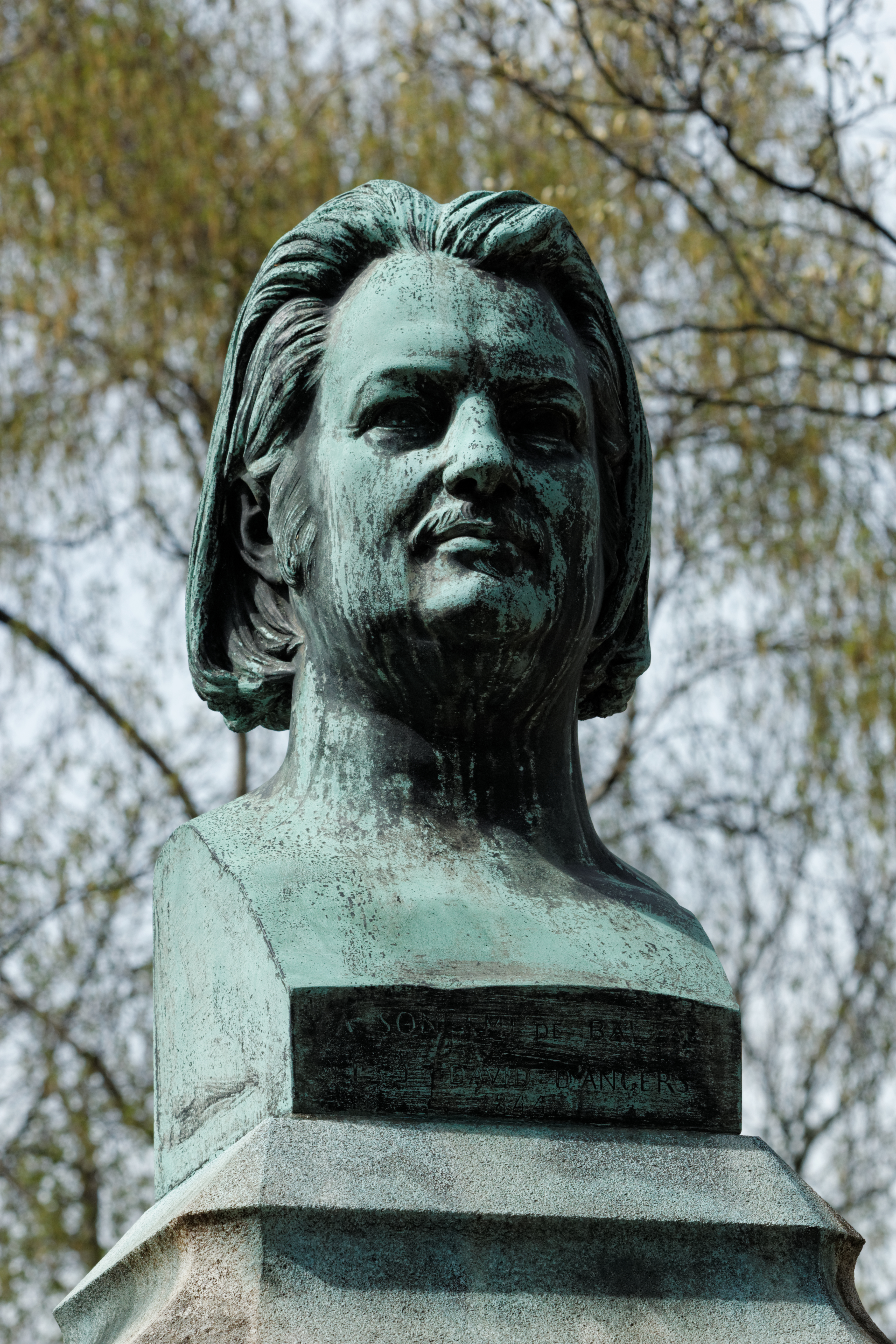
Надгробок Бальзака

### Скульптори та архітектори
- Луї Вісконті (1791–1853), французький архітектор
- Жан-Жозеф Карріес (1855–1894), скульптор, художник-кераміст і мініатюрист
- Ейлін Грей (1878–1976), ірландська дизайнерка меблів і архітекторка

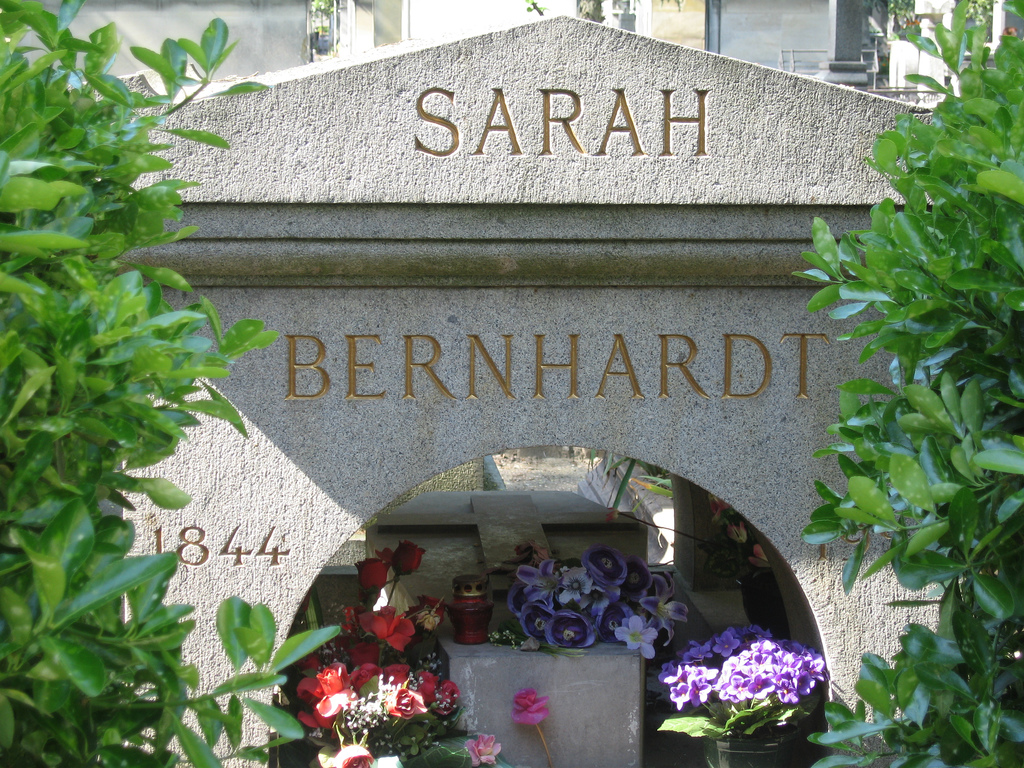
Могила Сари Бернар

### Художники
- Карел Аппел (1921–2006), нідерландський художник
- Поль Бодрі (1828–1886), французький художник
- Едуард Війральт (1898–1954), естонський художник
- Вольс (1913–1951), німецький художник
- Антоніо де ла Гандара (1861–1917), французький художник
- Жак-Луї Давід (1748–1825), художник, основоположник французького неокласицизму
- Ежен Делакруа (1798–1863), художник
- Оноре Дом'є, французький художник — карикатурист
- Гюстав Доре (1832–1883), художник та книжковий ілюстратор
- Жан-Огюст-Домінік Енгр (1780–1867), художник
- Макс Ернст (1891–1976), німецький і французький художник
- Теодор Жеріко (1791–1827), французький художник
- Фелікс Зім (1821–1911), художник
- Гюстав Кайботт (1848–1894), художник
- Жан Батіст Каміль Коро (1796–1875), французький художник, пейзажист
- П'єр Огюст Кот (1837–1883), французький художник, представник академізму
- Марі Лорансен (1883–1956), французька художниця
- Амедео Модільяні (1884–1920), художник-експресіоніст
- Каміль Піссарро (1830–1903), французький художник-імпресіоніст
- Жорж Сера (1859–1891), французький художник, засновник пуантилізму

### Актори, режисери
- Жанна Авріль (1868–1943), танцівниця і модель
- Сара Бернар (1844–1923), акторка
- Іветта Гільбер (1865–1944), співачка Мулен-Руж, акторка, модель Тулуз-Лотрека
- Батист Дебюро (1796–1846), актор-мім
- Ісідора Дункан (1878–1927), балерина
- Клод Жад (1948–2006), французька акторка
- Анні Жирардо (1931–2011), французька акторка
- Мадемуазель Жорж (1787–1867), акторка
- Марсель Камю (1912-1982), кінорежисер, сценарист
- Марсель Марсо (1923–2007), актор-мім, творець паризької школи мімів
- Жорж Мельєс (1861–1938), французький підприємець, режисер, один з основоположників світового кінематографа
- Ів Монтан (1921–1991), актор
- Жан-П'єр Омон (1911–2001), французький актор
- Еліза Рашель (1821–1858), французька акторка
- Мадемуазель Рокур (1756–1815), акторка
- Мадам Сакі (1786–1866), циркова артистка, повітряна гімнастка, танцювала на дроті
- Симона Синьйоре (1921–1985), акторка
- Марі Трентіньян (1962–2003), акторка
- Лої Фуллер (1862–1928) — американська танцівниця
- Клод Шаброль, режисер

### Прозаїки, драматурги, журналісти, поети
- Гійом Аполлінер (1880–1918), поет

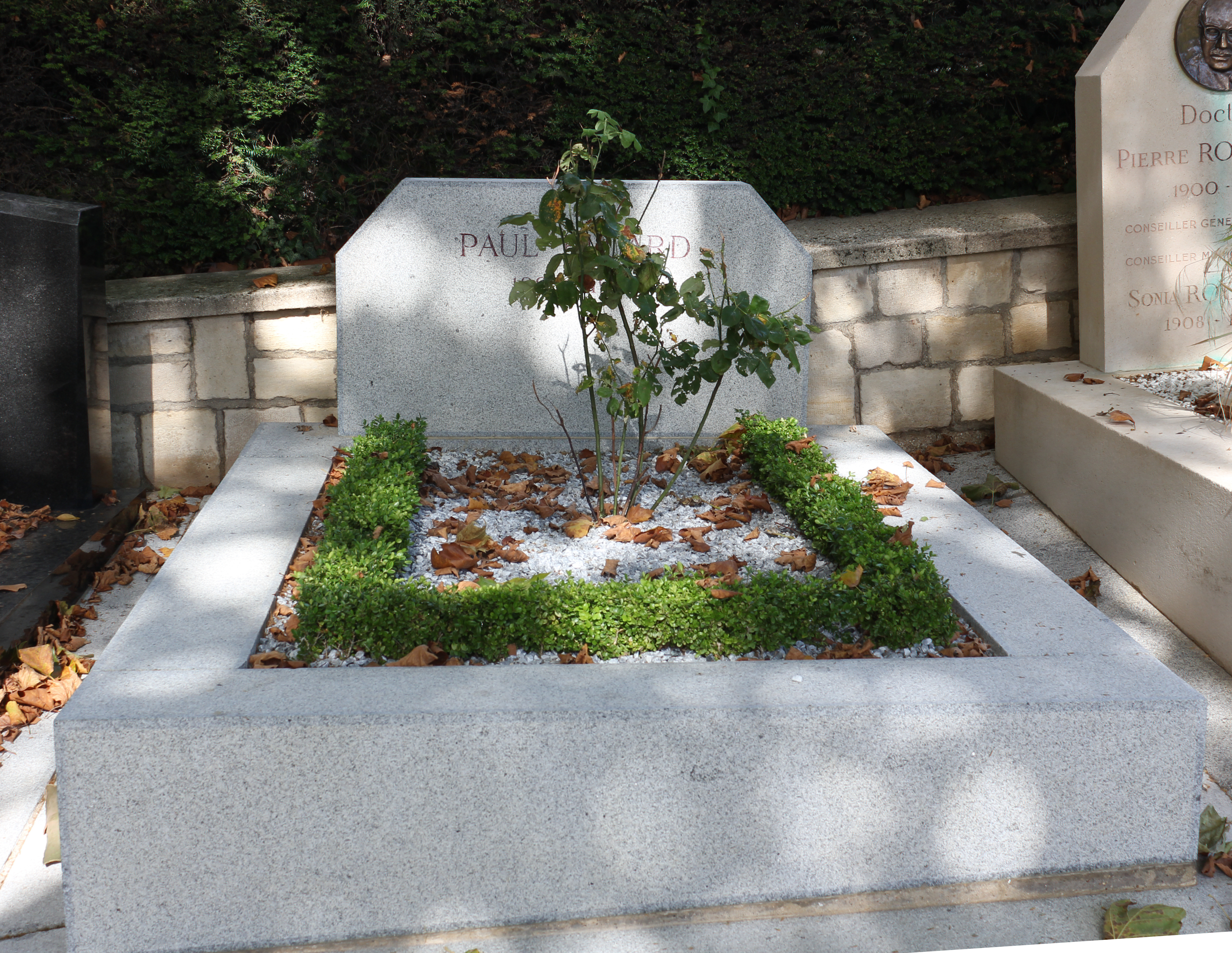
Могила Поля Елюара

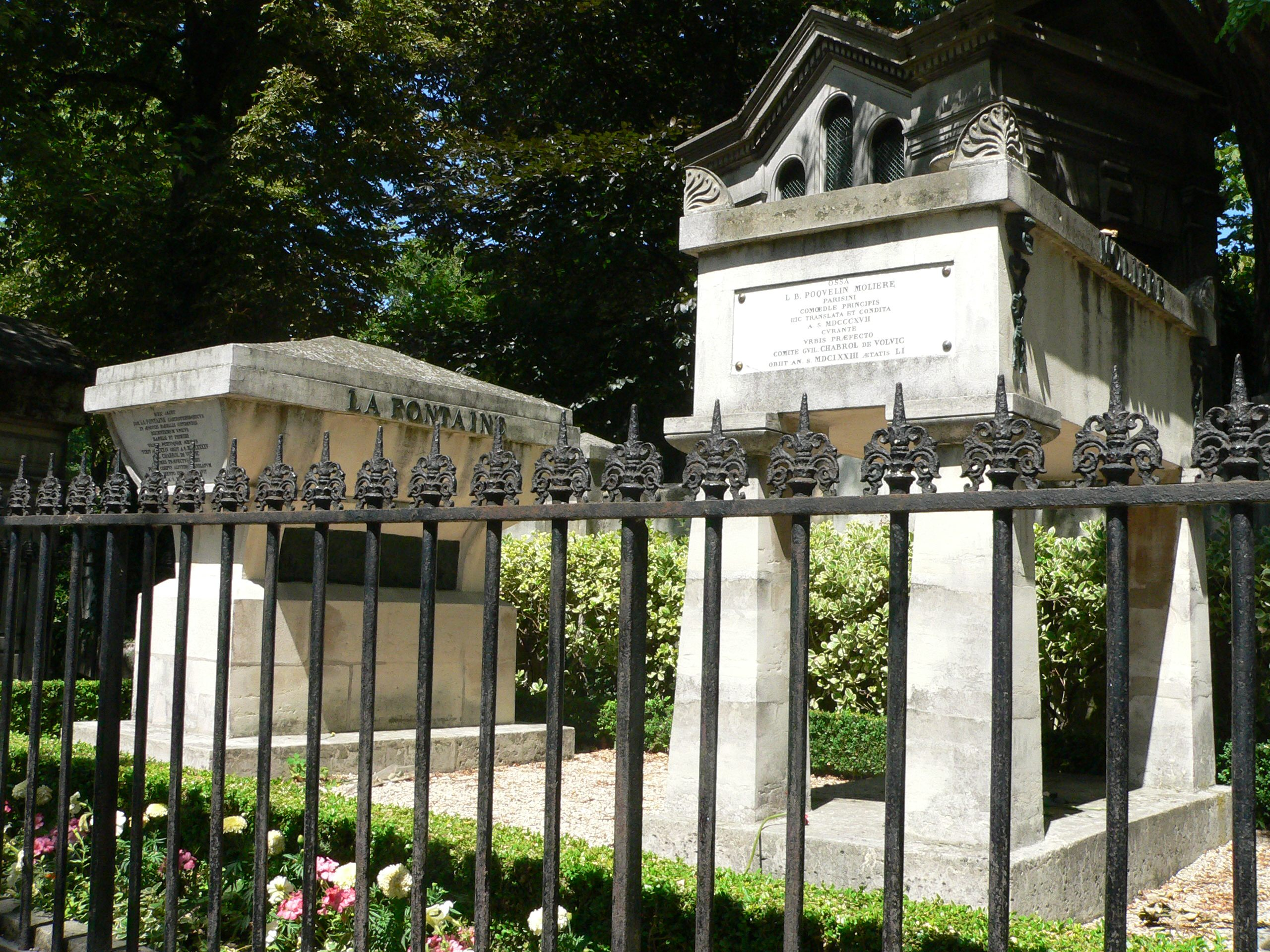
Могили Лафонтена і Мольєра

- Мігель Анхель Астуріас (1899–1974), гватемальський письменник, лауреат Нобелівської премії з літератури
- Оноре де Бальзак (1799–1850), письменник
- Анрі Барбюс (1873–1935), письменник
- Жан-Рішар Блок (1884–1947), французький письменник
- П'єр Бомарше (1732–1799), драматург і публіцист
- Казимир Брандис, письменник
- Евеліна Ганська (1801–1882), письменниця, дружина Оноре де Бальзака
- Ремі де Гурмон (1858–1915), французький письменник-символіст
- Ежен Дабі, французький письменник
- Поль Елюар (1895–1952), поет
- Едмон Жабес (1912–1991) — французький поет
- Колетт (1873–1954), письменниця
- Жан де Лафонтен (1621–1695), байкар
- Жан-Батист Мольєр (1622–1673), комедіограф
- Альфред де Мюссе (1810–1857), французький поет, драматург і прозаїк
- Жерар де Нерваль (1808–1855), французький поет-романтик
- Анна де Ноай (1876–1933), французька поетеса
- Віктор Нуар (1848–1870), французький журналіст
- Жорж Перек, французький письменник
- Марсель Пруст (1871–1922), французький письменник
- Ежен Скріб, драматург
- Гертруда Стайн (1874–1946), письменниця
- Оскар Вайлд (1854–1900), письменник
- Садег Хедаят (1903–1951), іранський письменник
- Марсель Швоб (1867–1905), французький письменник

### Інші
- Клод Бернар (1813–1878), французький лікар
- Софі Бланшар (1778–1819), французька повітроплавець
- Олександр Гінзбург (1936–2002), радянський правозахисник, політв'язень
- Берта де Кур'єр (1852–1916), куртизанка, модель, муза Ремі де Гурмона
- Тед Лапідус (1929–2008), французький кутюр'є
- Даніель Тоскан дю Плантьє (1941–2003), французький кінопродюсер
- Полікарп (Сікорський) (1875–1953), митрополит Української Автокефальної Православної Церкви в Діаспорі
- Джеймс де Ротшильд (1792–1868), банкір

## Галерея

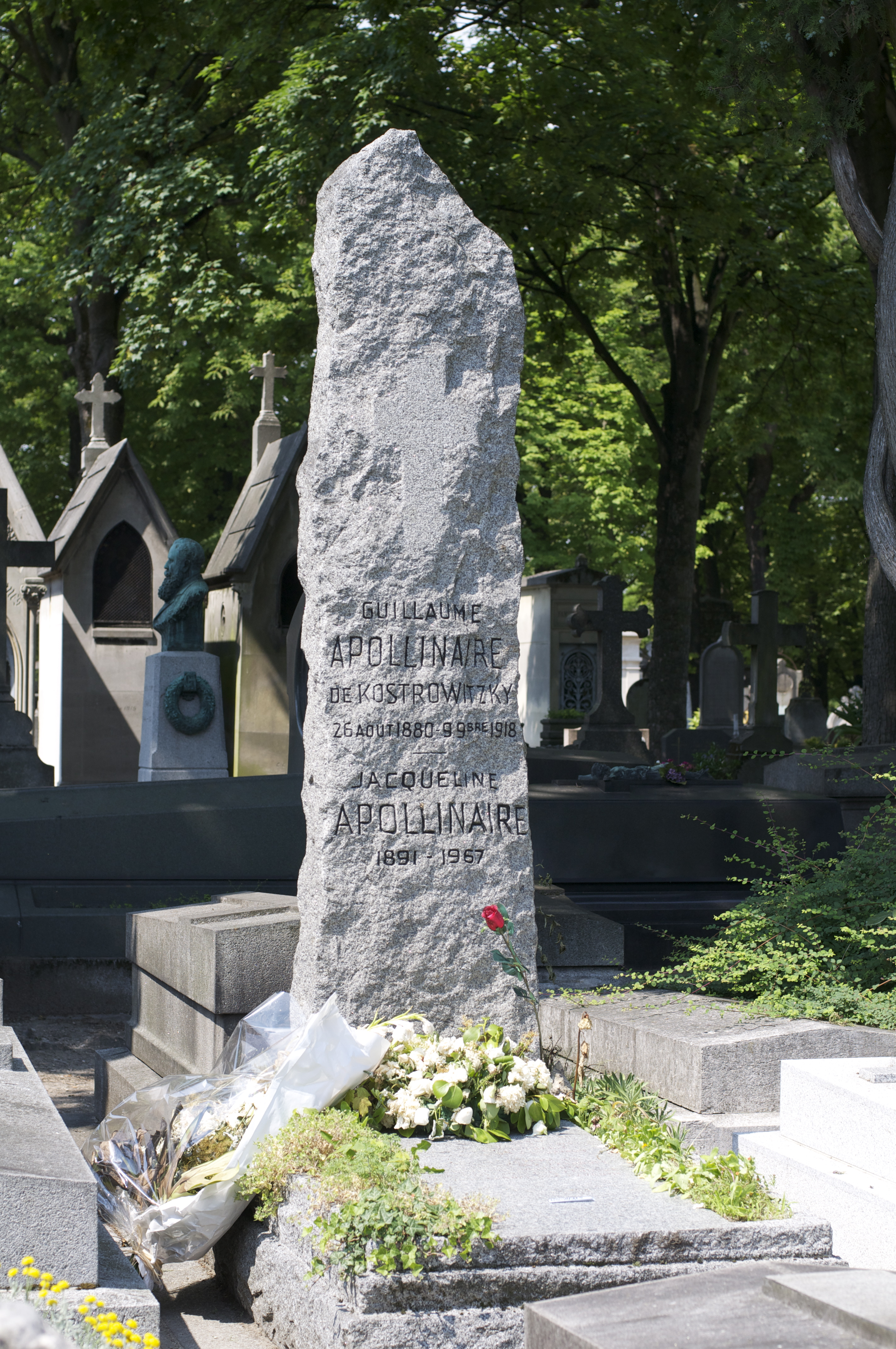
Могила Аполлінера
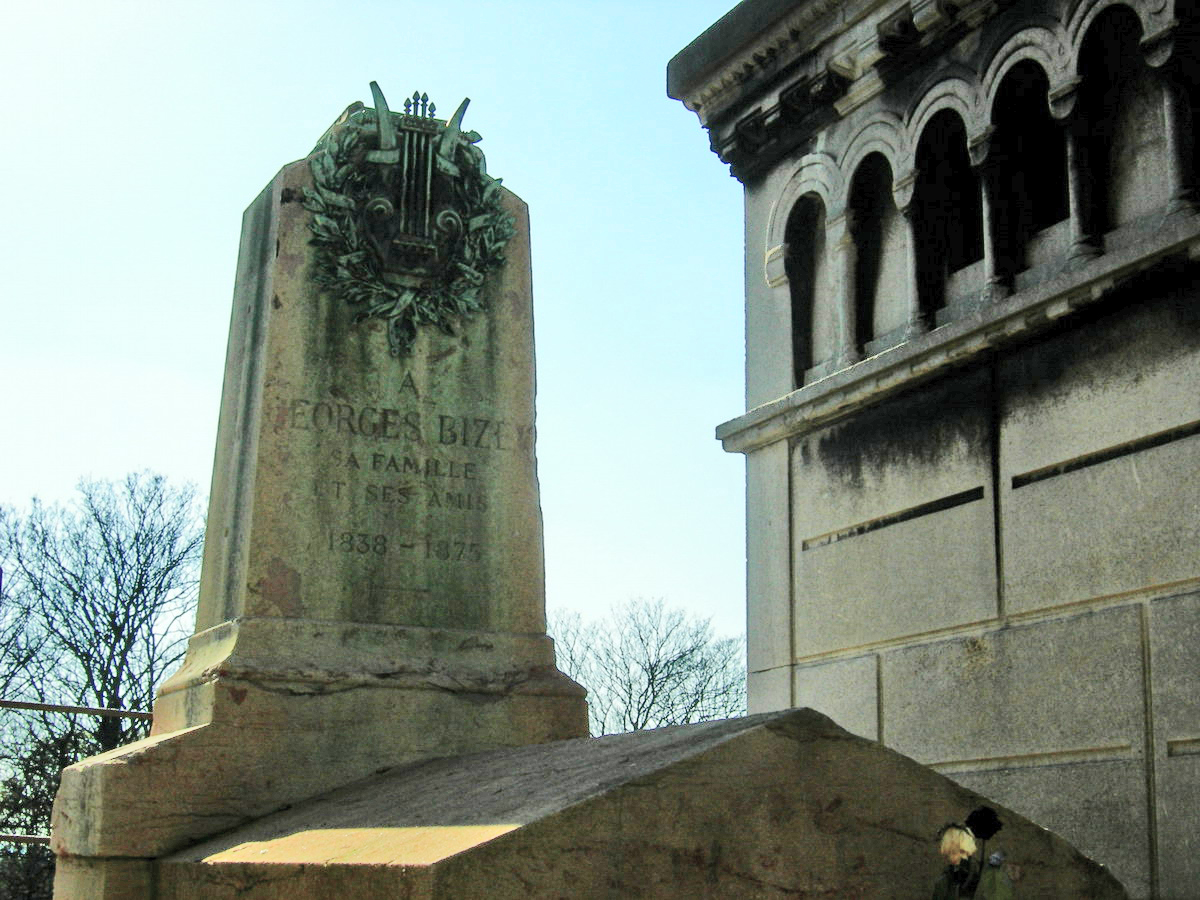
Могила Жоржа Бізе
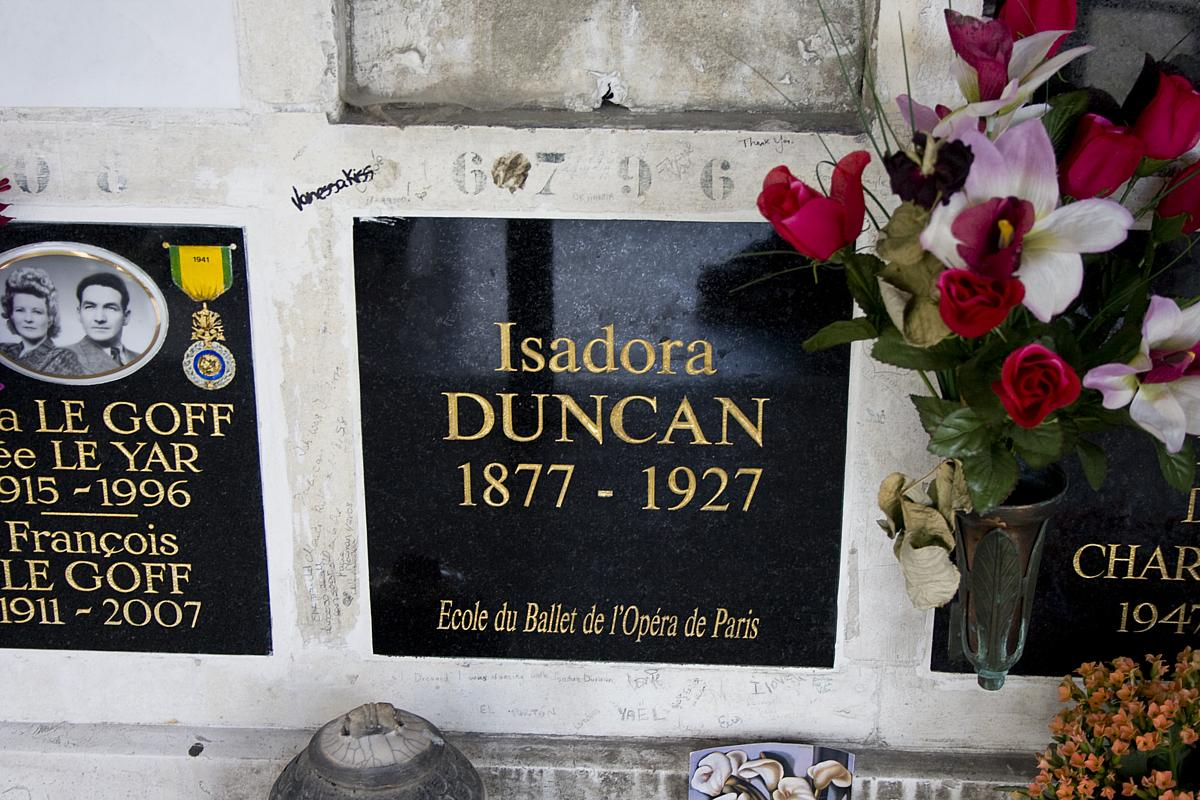
Місце поховання Айседори Дункан у колумбарії
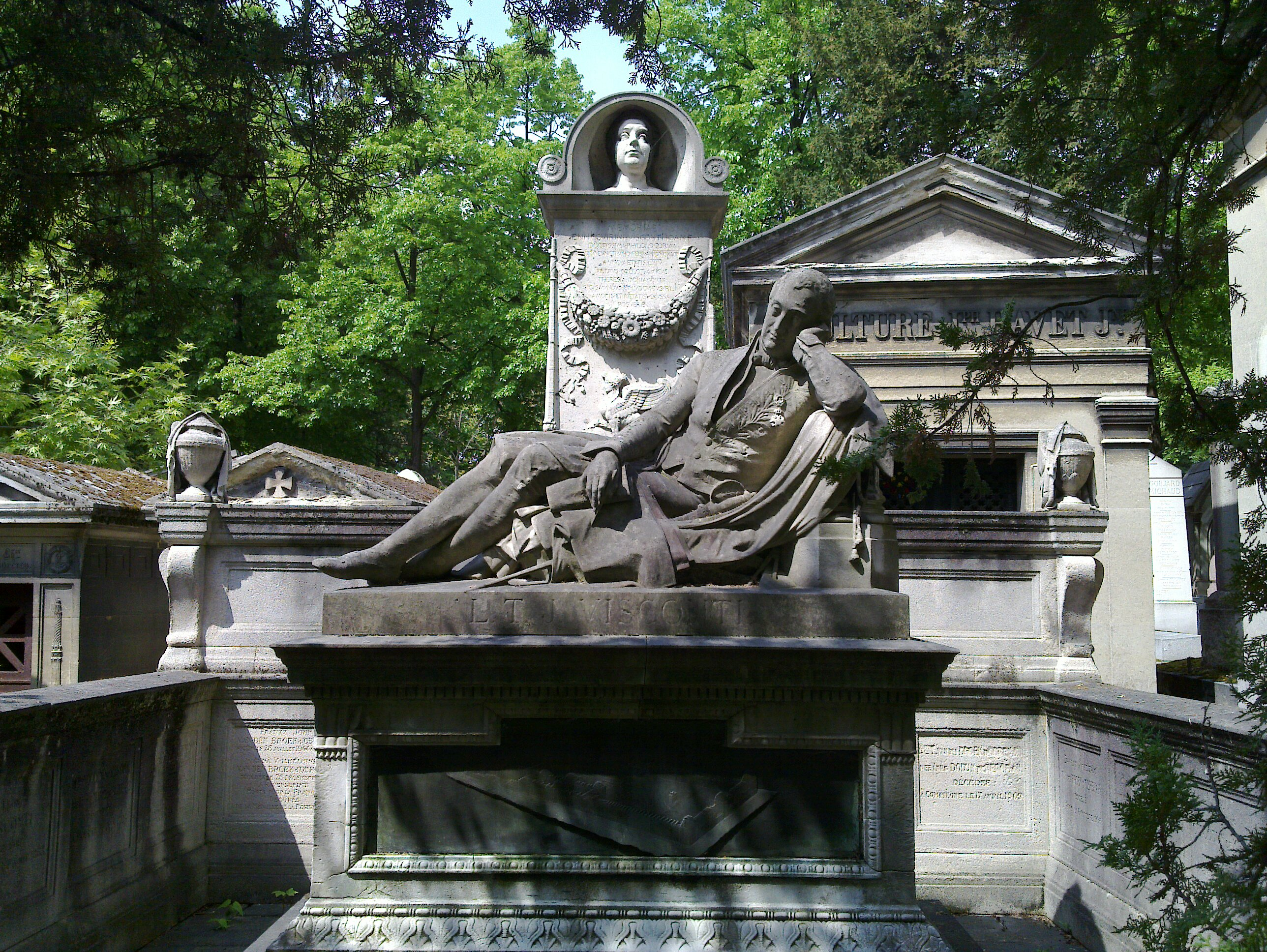
Могила Луї Вісконті
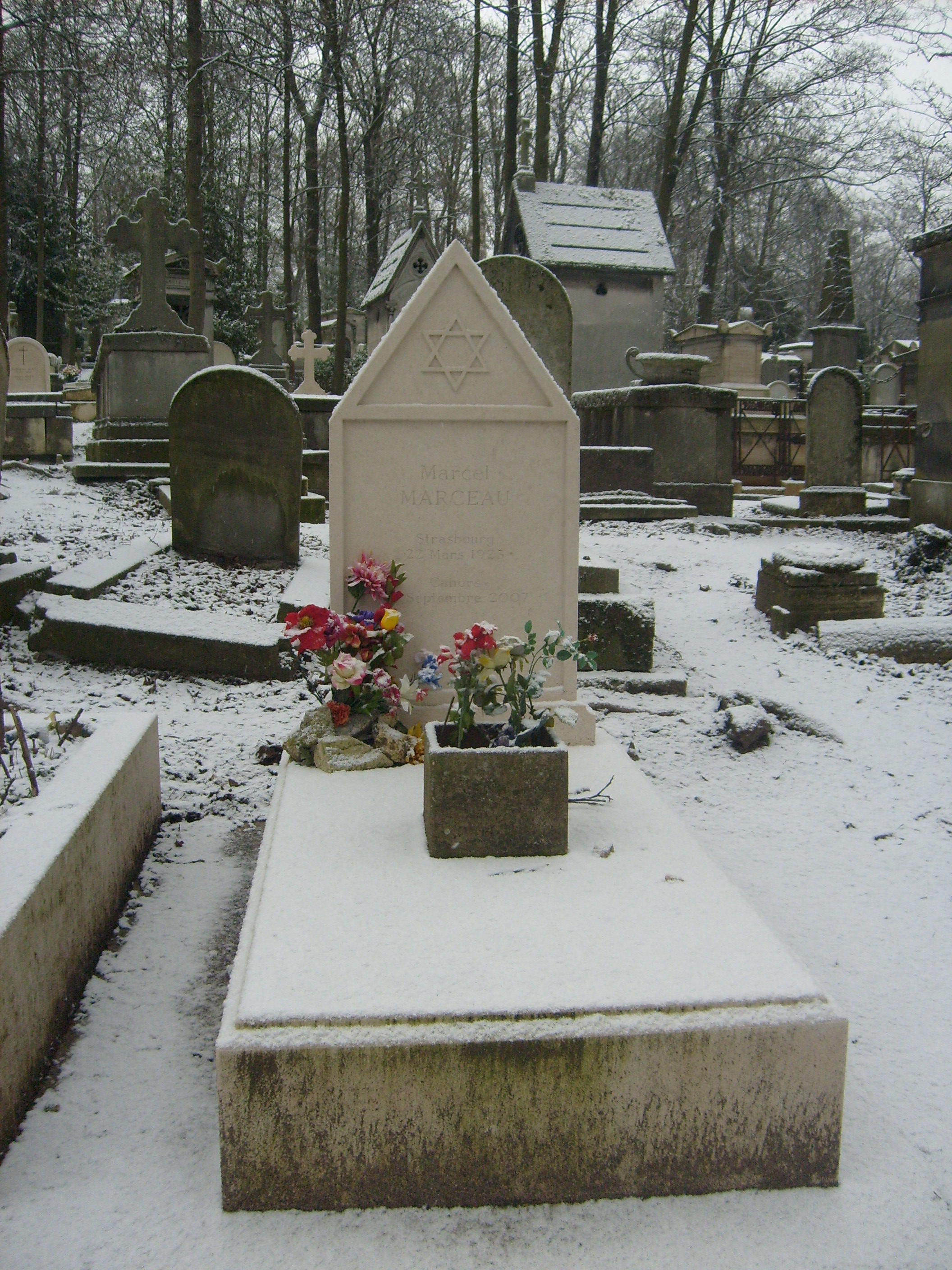
Могила Марселя Марсо
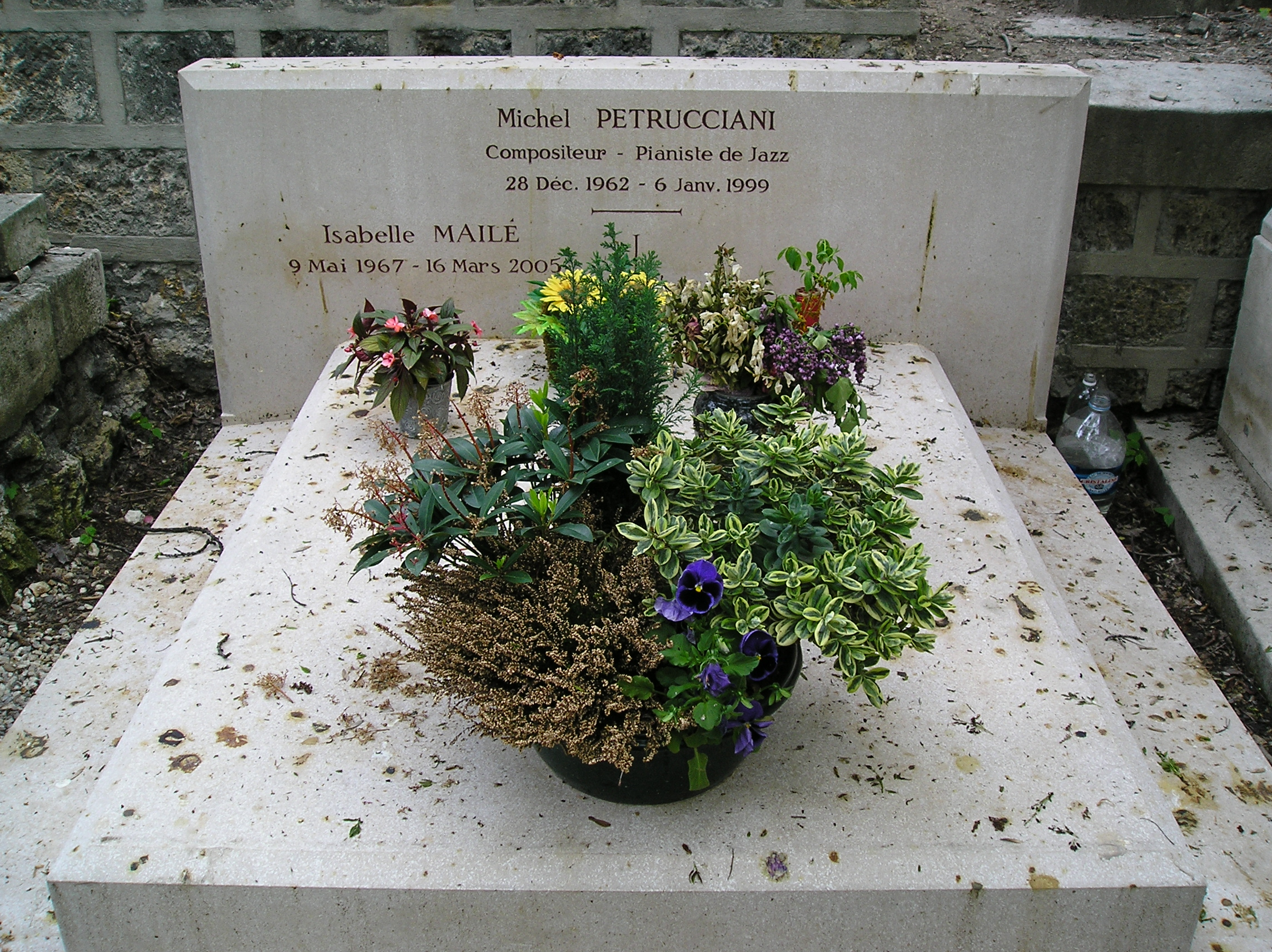
Могила Мішеля Петруччані
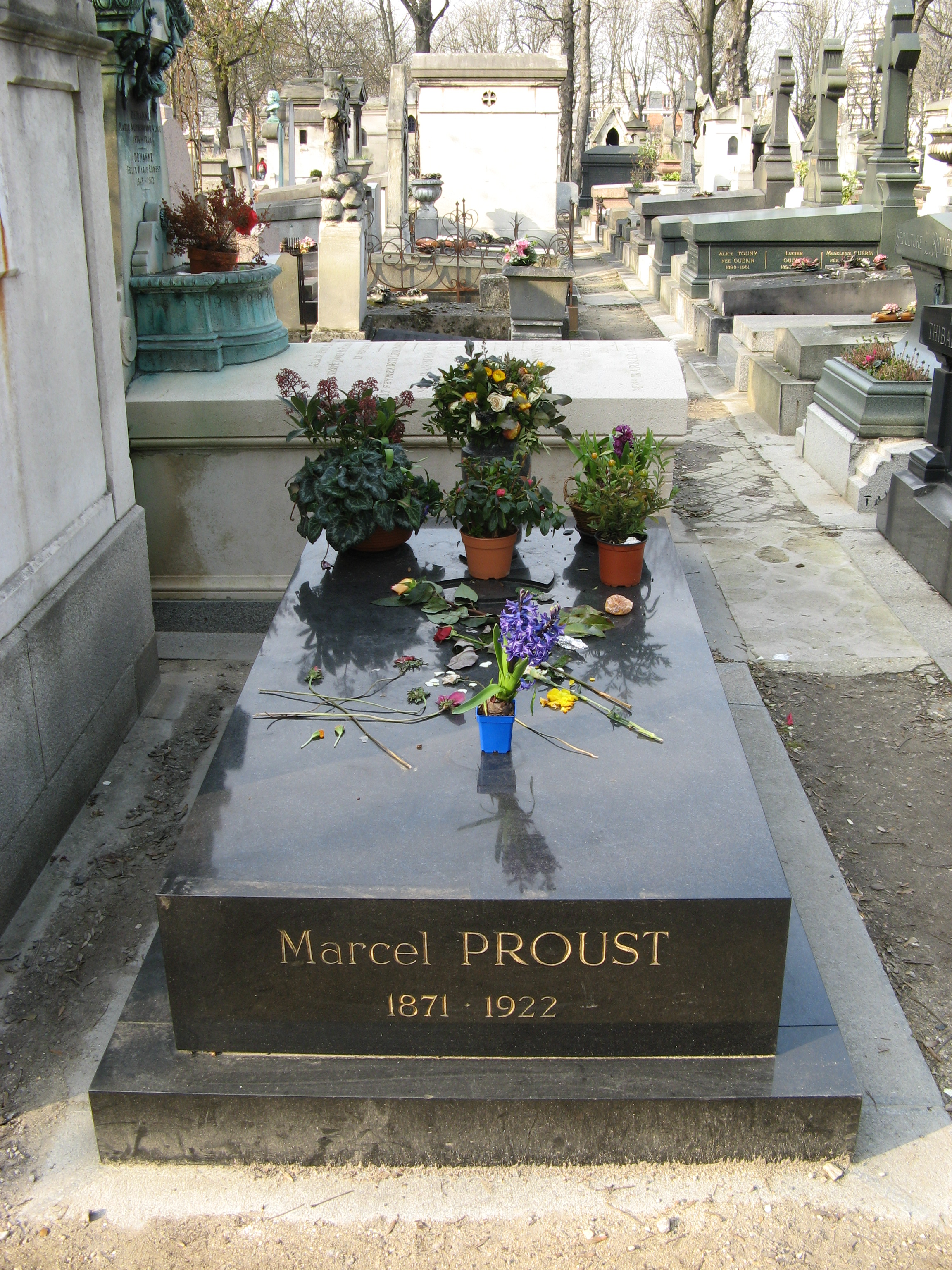
Могила Марселя Пруста
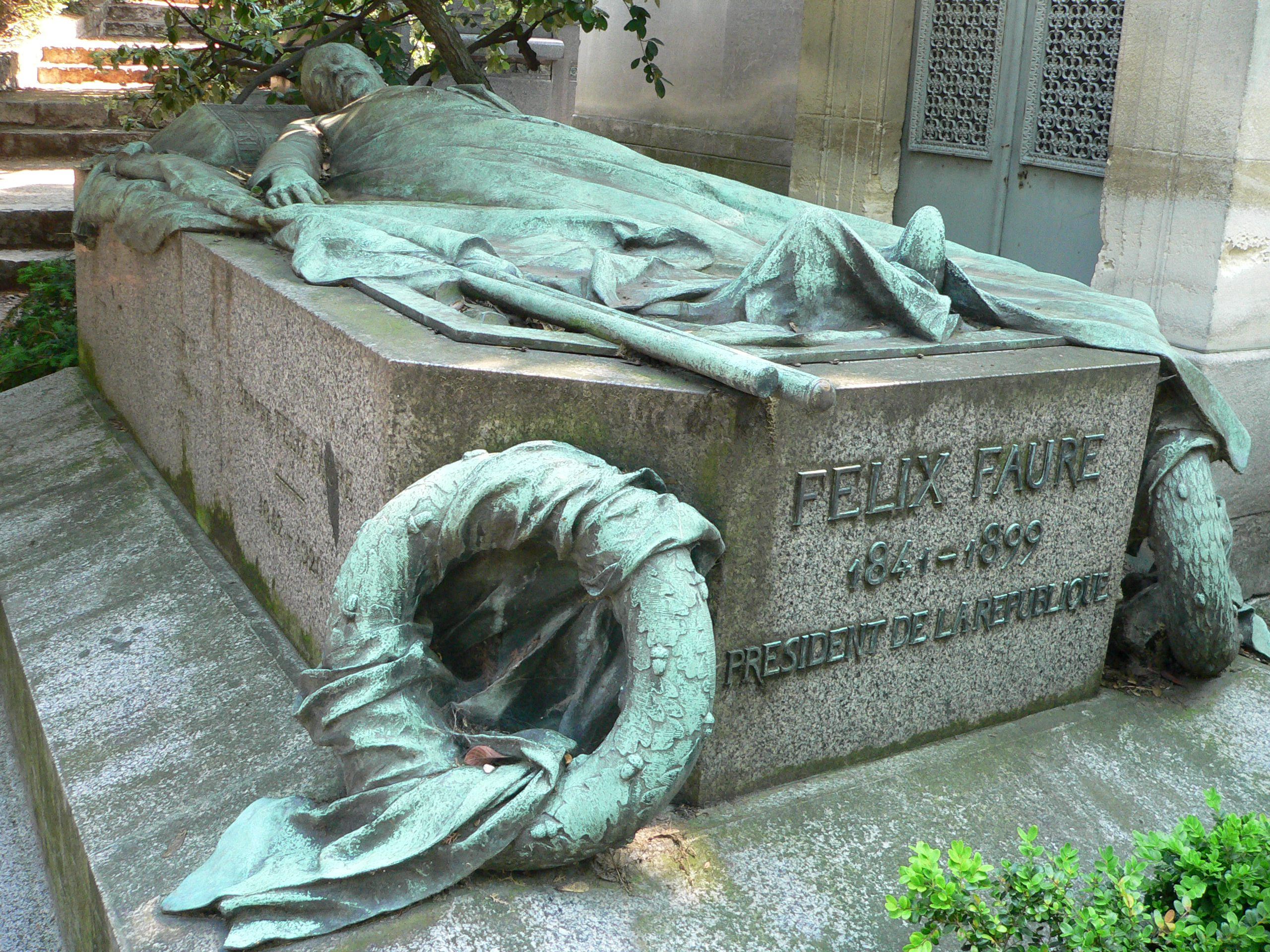
Надгробок Фелікса Фора
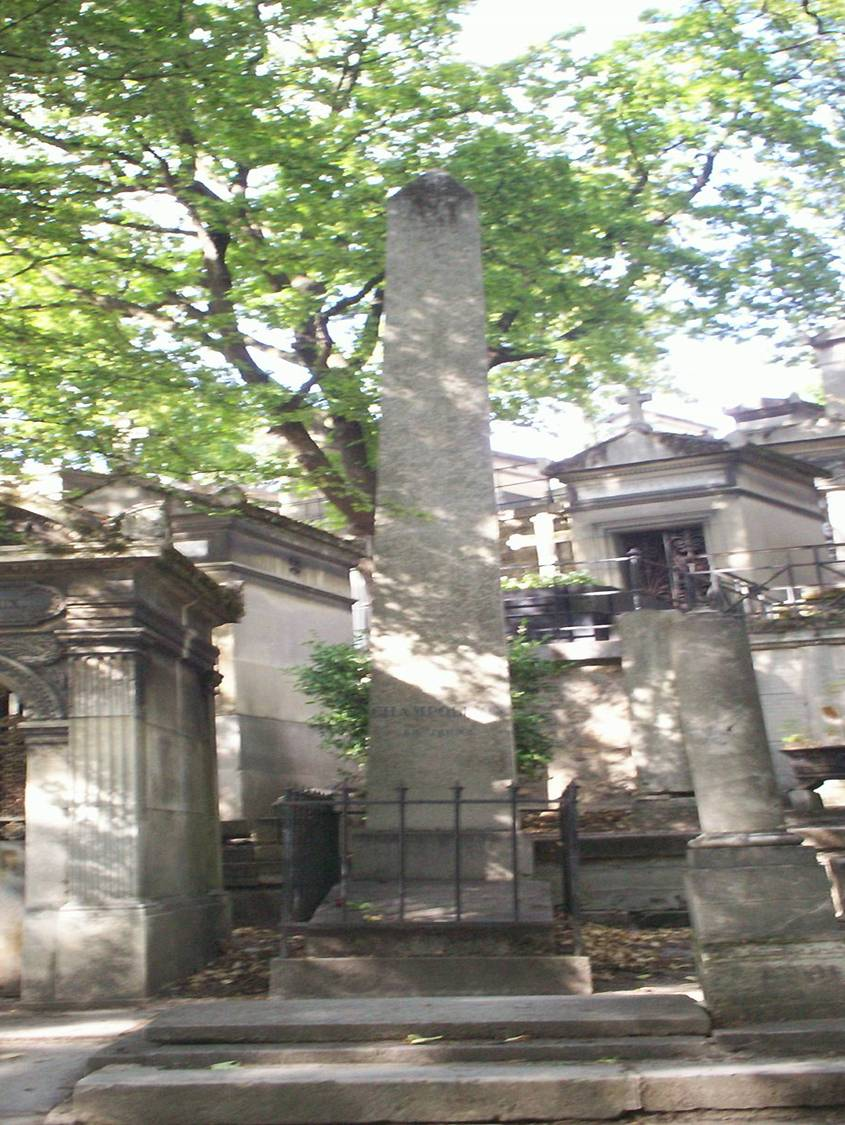
Могила Жана-Франсуа Шампольйона

## Пер-Лашез у кінематографі
- Дія п'ятнадцятої історії фільму Париже, я люблю тебе відбувається на знаменитому кладовищі.

## Деякі відоміепітафії
1. «Найстрашніше за всі муки пекла для нього те, що ти читаєш цю епітафію на його могилі безкоштовно» (Могила лихваря)
2. «Він підкорив усі квіти, крім безсмертника» (Надгробок паризького садівника)
3. «Він ніколи не віддавав жодних боргів, окрім боргів природи» (Могила безтурботної людини)
4. «Хоч безталанним повсюдно визнаний 
 Все ж до Академії не був покликаний» (Автоепітафія поета-сатирика Піррона)
5. «Він був вірний своїм демонам» (Епітафія на могилі Джима Моррісона)